# 샤흐타르스크
샤흐타르스크(우크라이나어: Шахтарськ, uk) 또는 샤흐툐르스크(러시아어: Шахтёрск)는 동우크라이나 도네츠크주 호를리우카군에 있는 도시이며, 현재 러시아가 점령 중이다. 지역적으로 이 도시는 샤흐타르스크 도시 흐로마다의 행정 중심지이다. 인구: 48,208 (2022 estimate).

## 역사
1938년부터 도시형 정착지였다.
1946년 5월부터 이곳에서 지역 신문이 발행되고 있다.
1953년 8월, 도시형 정착지인 카티크는 샤흐툐르스크 시가 되었다. 우크라이나어: Шахтар는 석탄 광부를 의미한다. (이 단어는 수직갱을 의미하는 독일어: Schacht에서 유래했다.)
1964년에 무역 대학이 이곳에 문을 열었다.
1985년 이 도시의 인구는 7만 2천 명이었고, 경제의 기반은 석탄 채굴이었다.
1989년 이 도시의 인구는 73,854명이었고, 경제의 기반은 석탄 채굴, 의류 및 편직물 제조였다.
소련 시대부터 1997년까지 4개의 직업 학교(№ 70, № 71, № 97, № 98)와 1개의 대학(상업 및 무역 대학)이 있었다. 1997년 5월 직업 학교 № 71은 폐쇄되었다.
2000년, 섬유 공장이 파산했다. 2008년 경제 위기가 시작된 후, 기계 수리 공장은 파산하고 폐쇄되었다.
2013년 인구는 51,007명이었다.
2014년 4월 중순부터, 자칭 도네츠크 인민공화국이 도네츠크주의 도시들을 점령했는데, 샤흐타르스크도 포함되었다. 2014년 7월 27일, 우크라이나군과 친러시아 지역 민병대는 우크라이나군이 샤흐타르스크에 진입했다고 주장했다. 2014년 7월 30일, DPR 민병대가 도시 통제권을 되찾았다.

## 인구 통계
2001년 우크라이나 인구 조사:
| 민족         |        |       |
| ------------ | ------ | ----- |
| 우크라이나인 | 41,951 | 57.7% |
| 러시아인     | 27,412 | 37.7% |
| 벨라루스인   | 1,080  | 1.5%  |
| 타타르인     | 689    | 0.9%  |
| 몰도바인     | 189    | 0.3%  |

| 모국어                |        |
| --------------------- | ------ |
| 러시아어              | 76.44% |
| 우크라이나어          | 22.35% |
| 벨라루스어            | 0.13%  |
| 아르메니아어          | 0.07%  |
| 몰도바어 (루마니아어) | 0.03%  |
| 롬어                  | 0.01%  |

## 갤러리

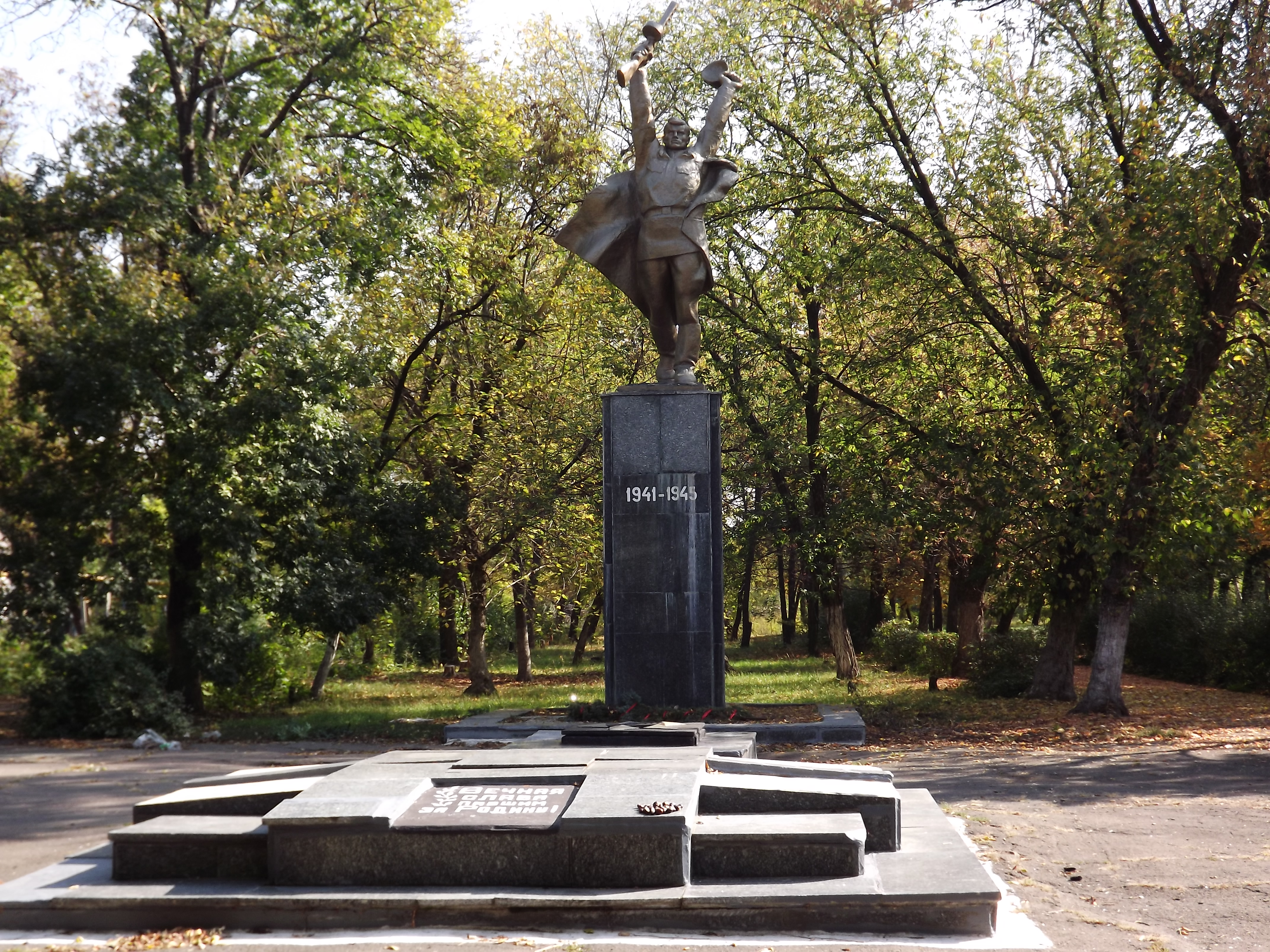
샤흐타르스크의 소련 군인 집단 무덤
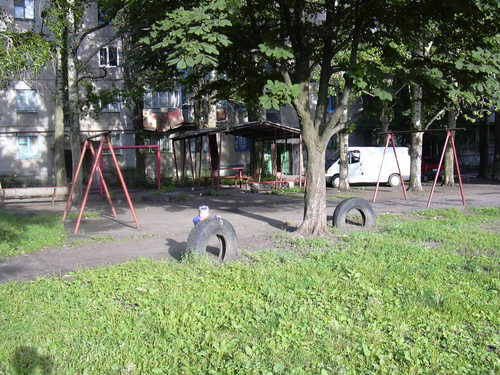
샤흐타르스크 야드